# 하츠 오브 아이언 4: 신들의 황혼
신들의 황혼(독일어: Götterdämmerung)은 패러독스 개발 스튜디오에서 개발한 하츠 오브 아이언 4의 열한 번째 확장 DLC이다. 1.15 패치와 함께 출시하였다. 독일, 오스트리아, 헝가리, 벨기에의 콘텐츠가 추가된다.

## 어원
리하르트 바그너의 《니벨룽의 반지》(Der Ring des Nibelungen) 중 제3부 악장극인 《신들의 황혼》에서 따왔다. 원어명인 Götterdämmerung은 바그너가 독일어로 옮긴 명칭으로 라그나로크를 의미한다.

## 같이 보기
- 하츠 오브 아이언 4